# Радослав Лопашић
Радослав Лопашић (Карловац, 20. мај 1835 — Загреб, 25. април 1893) је био хрватски историчар.
Истраживао је и објављивао грађу за историју Хрватске XVI—XVII века, посебно за историју Војне крајине. Писао је студије o појединим истакнутим личностима (Павлу Ритеру Витезовићу, Марку Месићу, Луки Ибришимовићу) или монографије o појединим областима и градовима (Бихаћ и Бихаћка крајина, Жумберак, Карловац и др.).